# Вътрешни равнини
Вътрешните равнини (на английски: Interior Plains) са обширна равнина, заемаща централните части на Северна Америка, на територията на Канада и Съединените щати.
Граничат със Големите равнини на запад, Канадския щит на североизток, Апалачите на изток и възвишенията Озарк и Уашита и Мисисипската низина на югоизток.